# Uitgeverij De Boeck
Uitgeverij De Boeck was een Belgische educatieve uitgeverij met boeken voor verschillende onderwijsniveaus, van secundair tot het hoger, universitair en volwassenenonderwijs.

## Geschiedenis
In 2000 werden uitgeverij De Sikkel en de educatieve afdeling van Standaard Uitgeverij overgenomen door Groupe De Boeck en samengebracht onder de naam Uitgeverij De Boeck. Dit werd in juni 2016 op haar beurt overgenomen door uitgeverij Van In.